# Emanuel Tov
Emanuel Tov (in ebraico עמנואל טוב‎?; Amsterdam, 15 settembre 1941) è un biblista olandese-israeliano, coinvolto per molti decenni nello studio dei Rotoli del Mar Morto  e nel 1991 nominato redattore capo del progetto relativo alla loro pubblicazione..

## Biografia
Emanuel Tov è nato ad Amsterdam, nei Paesi Bassi, durante l'occupazione tedesca (1941). Nel 1961 è immigrato in Israele. Ha studiato all'Università Ebraica (B.A. Bibbia; MA Bibbia e letteratura greca), mentre prestava servizio anche come assistente nel Dipartimento biblico e presso il Progetto biblico dell'Università ebraica. Nel 1967-1969 ha proseguito gli studi presso l'Università di Harvard. La sua dissertazione, scritta sotto la guida dei professori Shemaryahu Talmon della Università Ebraica e Frank Moore Cross dell'Università di Harvard, è stata presentata alla Università Ebraica nel 1973 come "The Septuagint Translation of Jeremiah and Baruch". Al suo ritorno in Israele, ha prestato servizio come "assistente" presso l'Università di Haifa e l'Università Ebraica.
Nel 1986 è stato nominato professore all'Università ebraica e nel 1990 è diventato professore di studi biblici J. L. Magnes. È stato visiting professor presso le Università di Oxford, Uppsala, Doshisha (Kyoto), Macquarie e Sydney (Australia), Stellenbosch (Sud Africa), Vrije Universiteit (Amsterdam), University of Pennsylvania (Philadelphia), Pontificia Università Gregoriana (Roma) e Halle (Germania). Ha soggiornato presso Institutes for Advanced Studies presso la Hebrew University di Gerusalemme, NIAS (Paesi Bassi), Annenberg (Filadelfia), Oxford Center for Postgraduate Hebrew Studies e Lichtenberg Kolleg (Göttingen, Germania).
Era uno dei redattori dell'Hebrew University Bible Project. È membro del comitato editoriale delle riviste Dead Sea Discoveries e Journal of Jewish Studies e ha fatto parte del comitato accademico della Magnes Press. È il co-fondatore e presidente (1991-2000) della Dead Sea Scrolls Foundation, membro del Comitato accademico del Centro di Orione per lo studio dei rotoli del Mar Morto e membro associato senior e membro onorario di l'Oxford Centre for Postgraduate Hebrew Studies.
Dal 1990 al 2009 è stato Editor-in-Chief del progetto internazionale di pubblicazione dei Rotoli del Mar Morto, che in quegli anni ha prodotto 33 volumi della serie Discoveries in the Judean Desert, oltre a due concordanze.
Ha anche pubblicato un'edizione elettronica di tutti i rotoli extra biblici di Qumran e un'edizione stampata in sei volumi dei rotoli destinati al grande pubblico. Creò anche edizioni elettroniche della Bibbia ebraica e greca.

## Vita privata
Emanuel Tov è sposato con Lika (nata Aa). Hanno tre figli e quattro nipoti.

## Premi e titoli onorifici
- 1999-2004 - Premio Humboldt per la ricerca, Germania
- 2003 - Medaglia Ubbo Emmius, Università di Groningen
- 2004 - Premio Emet per la ricerca biblica, Israele
- 2006 - Nominato membro corrispondente della British Academy
- 2008 - Dottorato honoris causa dell'Università di Vienna
- 2009 - Premio Israele per gli studi biblici
- 2010 - Medaglia Samaritana per i risultati umanitari
- 2012 - Nominato membro della Israel Academy of Sciences and Humanities
- 2017 - Membro nominato dell'American Academy of Arts and Sciences
- 2019 - Dottorato honoris causa dell'Università di Salisburgo